# 平家長
平 家長（たいら の いえなが、生年不詳 - 元暦2年（寿永4年）3月24日（1185年4月25日頃）は、平安時代末期の伊賀国（現三重県）服部の武将。桓武平氏庶流。左衛門尉。平内左衛門家長。伊賀家長とも。平家貞の子。服部時定の父？。
『平家物語』で平知盛の乳兄弟とされ、水島の戦いにその名が見られる。壇ノ浦の戦いで平家が敗れると、知盛と共に入水した。
服部氏は家長を開祖と称している。

## 系譜
- 父：平家貞
- 母：不詳
- 妻：不詳
  - 男子：服部時定?

## 画像集

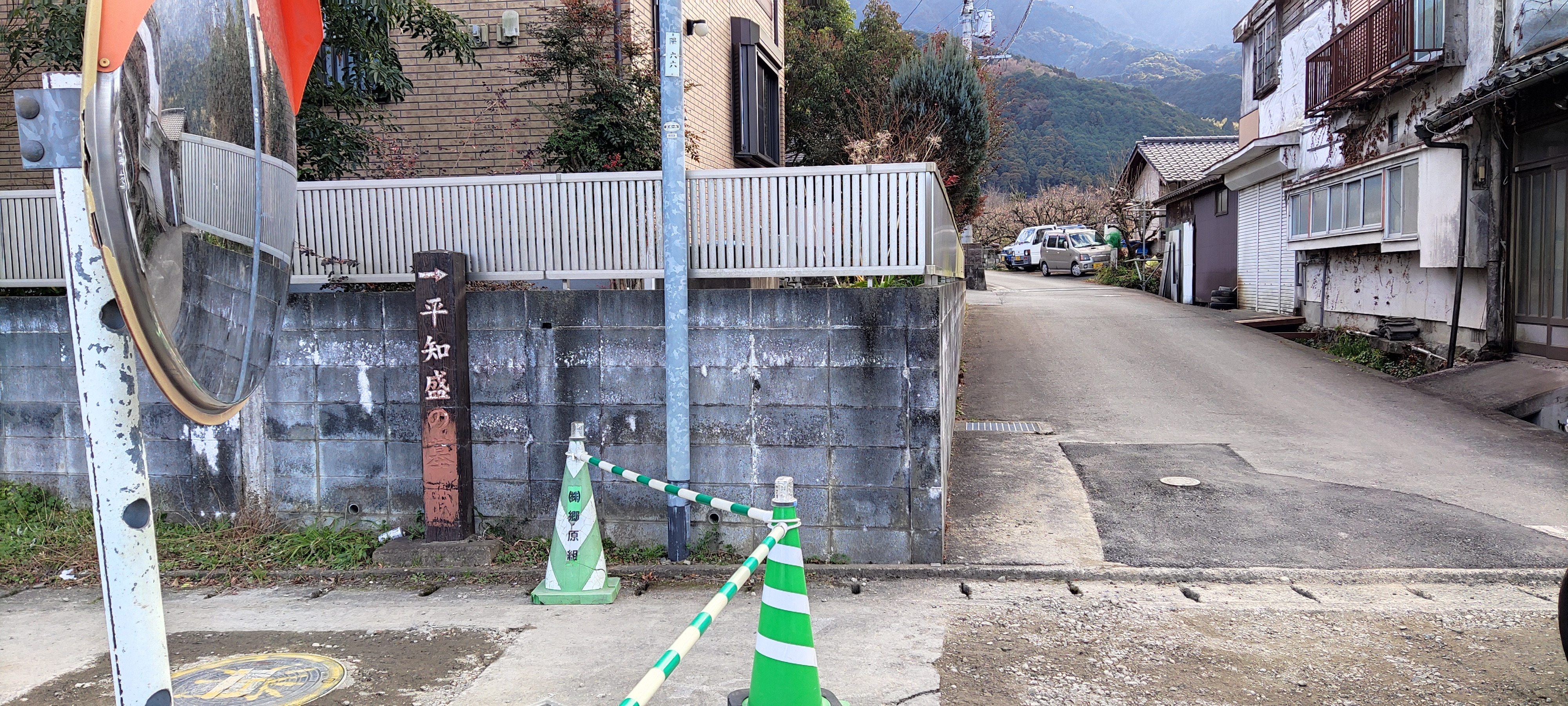
平知盛の墓案内板（久留米市）（福岡県久留米市田主丸町中尾1528‐1国道151号線沿い）
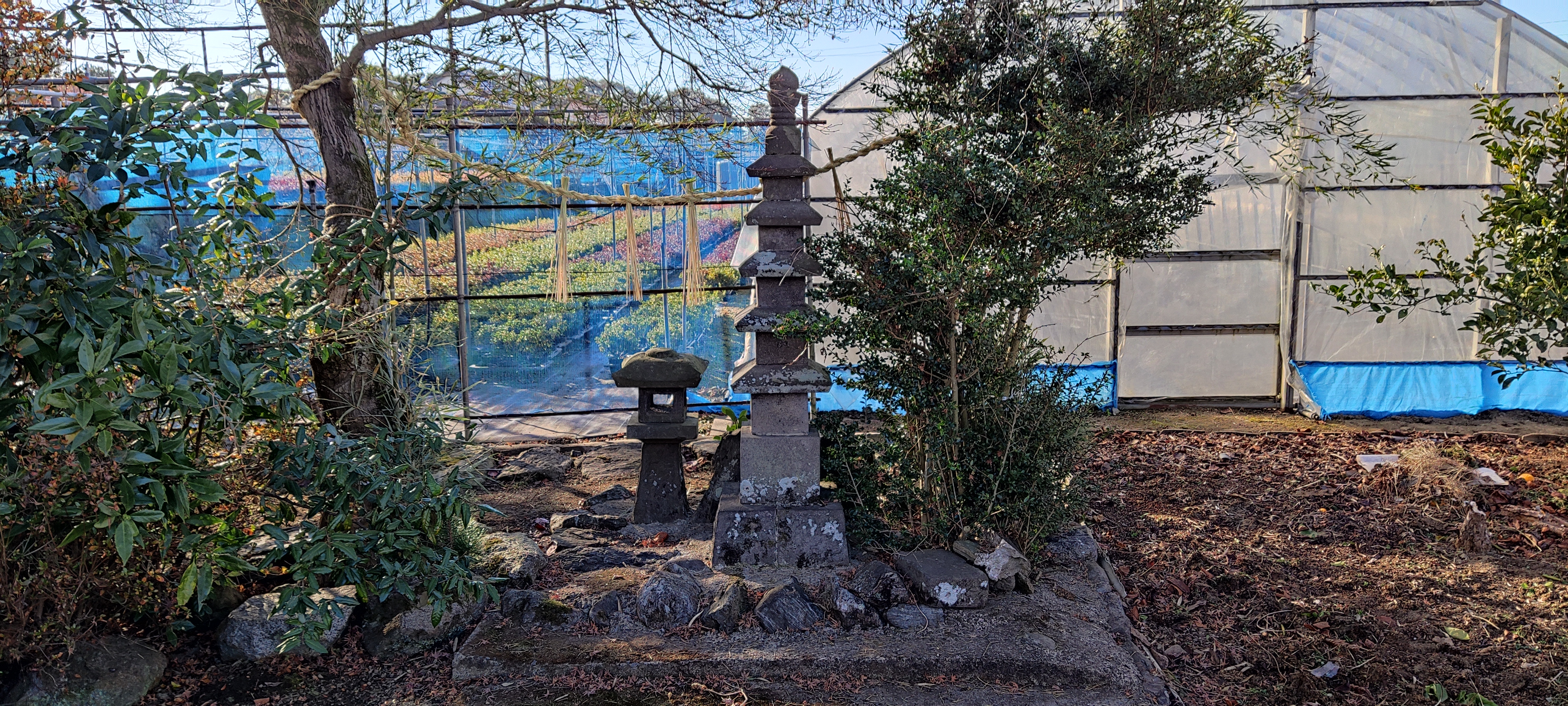
伊賀家永の墓（久留米市）（台座には平内左ェ門家永公の文字が彫られている）
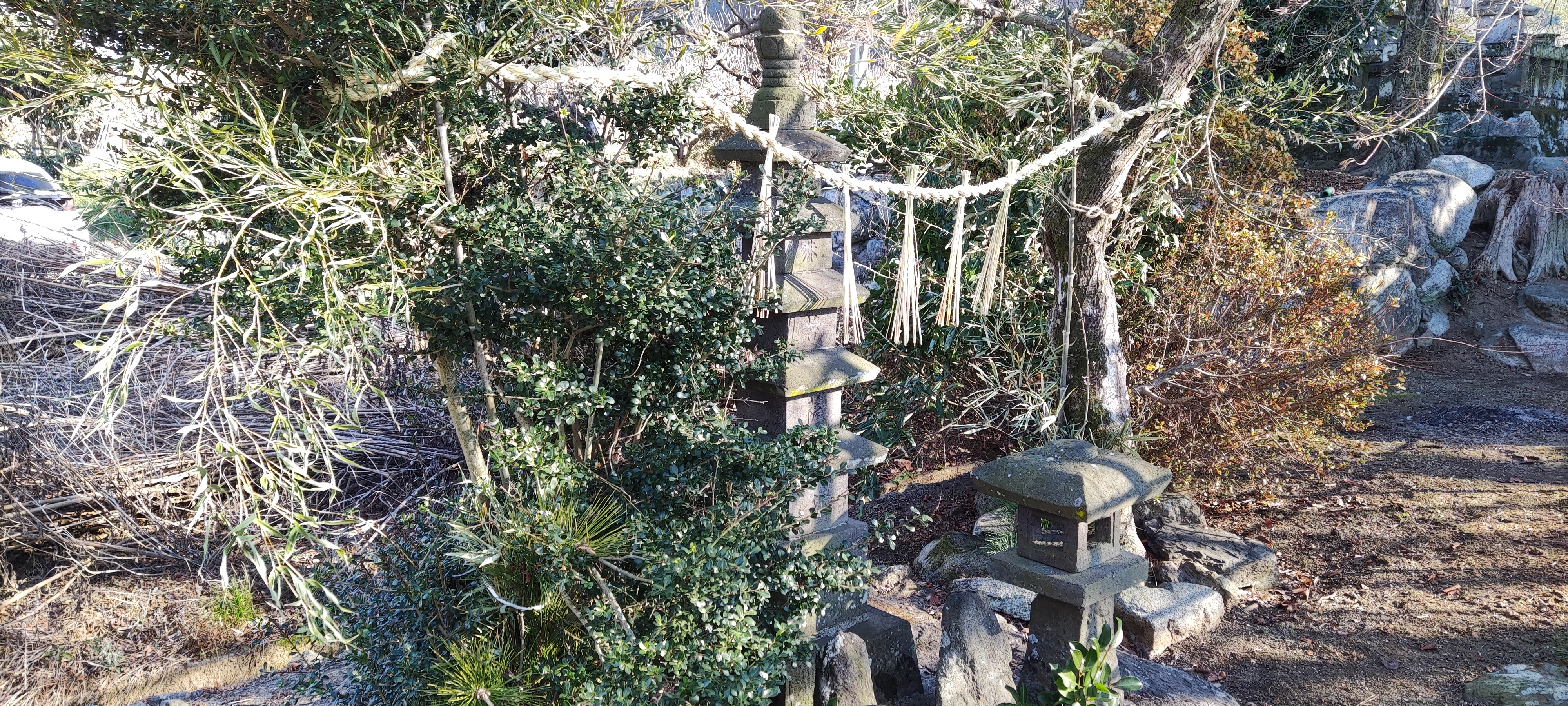
伊賀家永の墓、裏側（久留米市）（ 案内板、国道151号線から逆側へ登って行くと平知盛の墓有り）